# Estadio Municipal de Pacasmayo
El Estadio Municipal de Pacasmayo es un estadio deportivo multiuso ubicado en Pacasmayo, Perú. Actualmente se utiliza principalmente para los partidos de fútbol. El estadio tiene capacidad para 7000 espectadores y está administrada por la Municipalidad provincial de Pacasmayo.
Sirvió como escenario local del Club Sport Chavelines que participó en la Segunda División desde 2020 hasta 2022.